# Stepan Akimowitsch Krassowski
Stepan Akimowitsch Krassowski (russisch Степан Акимович Красовский; * 8. Augustjul. / 20. August 1897greg. in Gluchi, Gebiet Mogilowsk; † 21. April 1983 in Moskau) war ein sowjetischer Marschall der Flieger (1959) und Held der Sowjetunion (29. Mai 1945).

## Leben
Im Ersten Weltkrieg leitete er im Rang eines Unteroffiziers die Funkstelle eines Fliegerkorps an der Westfront. Nach der Oktoberrevolution kämpfte er bei den Roten Garden und der Roten Armee im Bürgerkrieg. Dort war er zunächst Flugzeugmechaniker, dann Nachrichtenchef der 33. Fliegerabteilung an der Ostfront, ab Herbst 1919 Kommissar von Fliegerabteilungen der 4. und 11. Armee. Nach dem Bürgerkrieg war er Kommandeur verschiedener Fliegerbrigaden, -korps und -stützpunkte.
1936 schloss er sein Studium an der Militäringenieurakadamie N. Je Shukowski ab.
Im Winterkrieg gegen Finnland war er Chef der Murmansker Fliegerbrigade, danach stellvertretender Chef und ab Juni 1940 Chef der Luftstreitkräfte des Nordkaukasischen Militärbezirks.
Im Zweiten Weltkrieg leitete er die Fliegerkräfte der 56. Armee, dann der Brjansker Front, ab 1942 der 17. Luftarmee und ab 1943 der 2. Luftarmee.
Nach dem Krieg leitete er die Luftarmeen des Fernöstlichen, Moskauer, Nordkaukasischen und Belorussischen Militärbezirks.
1956 wurde er Chef der Militärakademie der Luftstreitkräfte „J. A. Gagarin“. 1968 wurde er zur Inspekteur-Berater-Gruppe im Generalinspektorat des Ministeriums für Verteidigung versetzt.
Er erhielt 6 Leninorden, 4 Rotbannerorden. 
Er verfasste mehrere Bücher, darunter "Жизнь в авиации" ("Das Leben in der Luftfahrt", Moskau 1968.).